# Michelle Pierre
Michelle Pierre (* 30. September 1973) ist eine ehemalige britische Sprinterin, die sich auf den 400-Meter-Lauf spezialisiert hatte.
1997 kam sie in der 4-mal-400-Meter-Staffel mit dem britischen Team bei den Leichtathletik-Weltmeisterschaften in Athen auf den sechsten Platz.
Bei den Commonwealth Games 1998 in Kuala Lumpur schied sie im Vorlauf des Einzelbewerbs aus und gewann mit der englischen 4-mal-400-Meter-Stafette Silber.
Ihre Bestzeit von 52,77 Sekunden stellte sie am 20. Juli 1997 in Ingolstadt auf.